# 이기흥
이기흥(李基興 1955년 1월 26일 (1955년 음력 1월 3일) - )은 대한민국의 제40·41대 대한체육회 회장, 우성산업개발 창업주, 특수단체인, 전 스포츠인이고, 출생지는 대전광역시이며, 종교는 불교다. 2025년 1월 31일자로 대한체육회장직에서 사임하였다. 

## 학력
- 보문고등학교 졸업
- 한국방송통신대학교 (행정학 / 제적)
- ~ 2011 용인대학교 체육학 명예박사 수료
- ~ 2014 동국대학교 철학 명예박사 수료

## 경력
- 제30대 고려대학교 경영대학원 교우회 부회장
- 1985 신한민주당 이민우 총재 비서관
- 1989 ㈜우성산업개발 창업
- 2001.01 대한근대5종연맹 고문
- 2004.04 ~ 2009.01 대한카누연맹 회장
- 아테네올림픽 한국선수지원단 홍보·의전담당 임원
- 2004.04 대한올림픽위원회 상임위원
- 2004.10 재단법인 청소년을 위한 나눔문화재단 설립
- 2007.09 아시아카누연맹 제1부회장
- 2007.10 체육인불자연합회 회장
- 베이징올림픽 한국선수단 홍보담당 임원
- 2008.09 대한체육회 조직·재정 특별위원회 위원
- 2009.03 세계카누연맹 아시아대륙 대표
- 2009.07 제38회 전국소년체전 대회장
- 2009.07 제90회 전국체전 소청심사위원회 위원장
- 2009.07 대한체육회 전국체전위원회 위원장
- 2014년 인천아시안게임 조직위원회 부위원장
- 2010.01 제25대 대한수영연맹 회장
- 2010.11 제16회 광저우 아시안게임 대한민국 선수단장
- 2012.05 2015년 세계 군인올림픽 조직위원회 위원
- 2012.07 제30회 런던올림픽 대한민국 선수단장
- 2012.10 대한불교조계종 중앙신도회 회장
- 2012.12 아시아수영연맹 부회장
- 2013.03 제37대 대한체육회 수석부회장
- 2013.12 대한체육회 체육발전위원회 위원장
- 2015.04 대한체육회 통합추진위원회 위원장
- 2016.01 국제수영연맹 집행위원
- 2016.10 ~ 2021.02 제40대 대한체육회 회장
- 2017.07 ~ 국제경기대회지원위원회 위원
- 2019.06 ~ 2025.01 국제올림픽위원회 위원
- 2021.02 ~ 2025.01 제41대 대한체육회 회장

## 수상
- 2019 체육훈장 청룡장

## 논란
2018년 2월 16일 이기흥 대한체육회장 일행, 자원봉사자에 "막말 갑질"